# Gösta Törner
Tor Gösta Alexander Törner (Estocolm, 10 de juliol de 1895 – Estocolm, 15 de febrer de 1971) va ser un gimnasta artístic suec que va competir a començaments del segle xx.
El 1920 va prendre part en els Jocs Olímpics d'Anvers, on va guanyar la medalla d'or en el concurs per equips, sistema suec del programa de gimnàstica.